# Max Böttner
Max Böttner (* 19. August 1991) ist ein deutscher Crosslauf-Sommerbiathlet.
Max Böttner startet wie sein Bruder Paul Böttner für den SV Eintracht Frankenhain. Bei den Deutschen Meisterschaften im Sommerbiathlon 2010 in Zinnwald gewann er zunächst seinen ersten Juniorentitel im Kleinkaliber-Massenstartrennen. Einen Tag später gewann er mit seinem Bruder und Steffen Jabin als Vertretung Thüringens den Titel im Kleinkaliber-Staffelrennen bei den Männern. International kam Böttner bei den Junioren-Wettbewerben der Sommerbiathlon-Weltmeisterschaften 2009 in Oberhof zum Einsatz, wo er 43. im Sprint und 35. der Verfolgung wurde.